# آسبیورن هرتیگ
آسبیورن هرتیگ (انگلیسی: Asbjørn Herteig; ۱۵ فوریهٔ ۱۹۱۹ – ۲ اکتبر ۲۰۰۶) باستان‌شناسی اهل نروژ بود.